# Corydoras sodalis
Corydoras sodalis är en fiskart som beskrevs av Han Nijssen och Isbrücker, 1986. Corydoras sodalis ingår i släktet Corydoras och familjen Callichthyidae. Inga underarter finns listade i Catalogue of Life.